# Some Like It Hot
Some Like It Hot (1959) là một bộ phim hài Mỹ, đạo diễn Billy Wilder và vai chính Marilyn Monroe, Tony Curtis và Jack Lemmon. Các diễn viên phụ gồm George Raft, Joe E. Brown, Pat O'Brien và Nehemiah Persoff. Bộ phim được Billy Wilder và I.A.L. Diamond chuyển thể từ tiểu thuyết của Robert Thoeren và Michael Logan.
Năm 2000, Viện phim Mỹ đã xếp Some Like It Hot là phim hay nhất trong số những bộ phim hài xuất sắc nhất của điện ảnh Mỹ mọi thời đại.

## Nội dung
Chicago năm 1929, đôi bạn chí cốt là hai chàng nghệ sĩ nghèo chuyên chơi đàn thuê cho những bar rượu lậu. Joe (Tony Curtis) chơi kèn saxophone đẹp trai, đa tình, còn Jerry (Jack Lemmon) chơi bass hiền lành, chân chất và hết lòng vì bạn. Một lần quán bar lậu bị cảnh sát vây bắt, không một xu dính túi, lại bị thua độ, trong đêm đông giá lạnh, hai chàng co ro vì hai chiếc áo khoác ấm đã yên vị tại tiệm cầm đồ. Được cô bạn Nellie bật mí một sô diễn mấy tuần lương cao, lại được bao ăn ở tại Miami, hai chàng như chết đuối vớ được cọc. Joe và Jerry hăm hở tìm đến ông bầu Poliakoff (Billy Gray) với bao nhiêu hy vọng, nhưng họ lại một phen vỡ mộng vì người ta chỉ cần nhạc công nữ. Thất vọng, họ lại vô tình chứng kiến sự thanh toán lẫn nhau của một băng đảng mafia. Joe và Jerry vô tình trở thành khán giả của màn kịch "biến người sống thành xác chết". Vừa để kiếm sống, vừa để trốn khỏi sự truy lùng của mafia, hai chàng quyết định giả nữ để chơi cho ban nhạc Sweet Sue của Poliakoff. Joe lấy tên là Josephine, còn Jerry là Daphne.

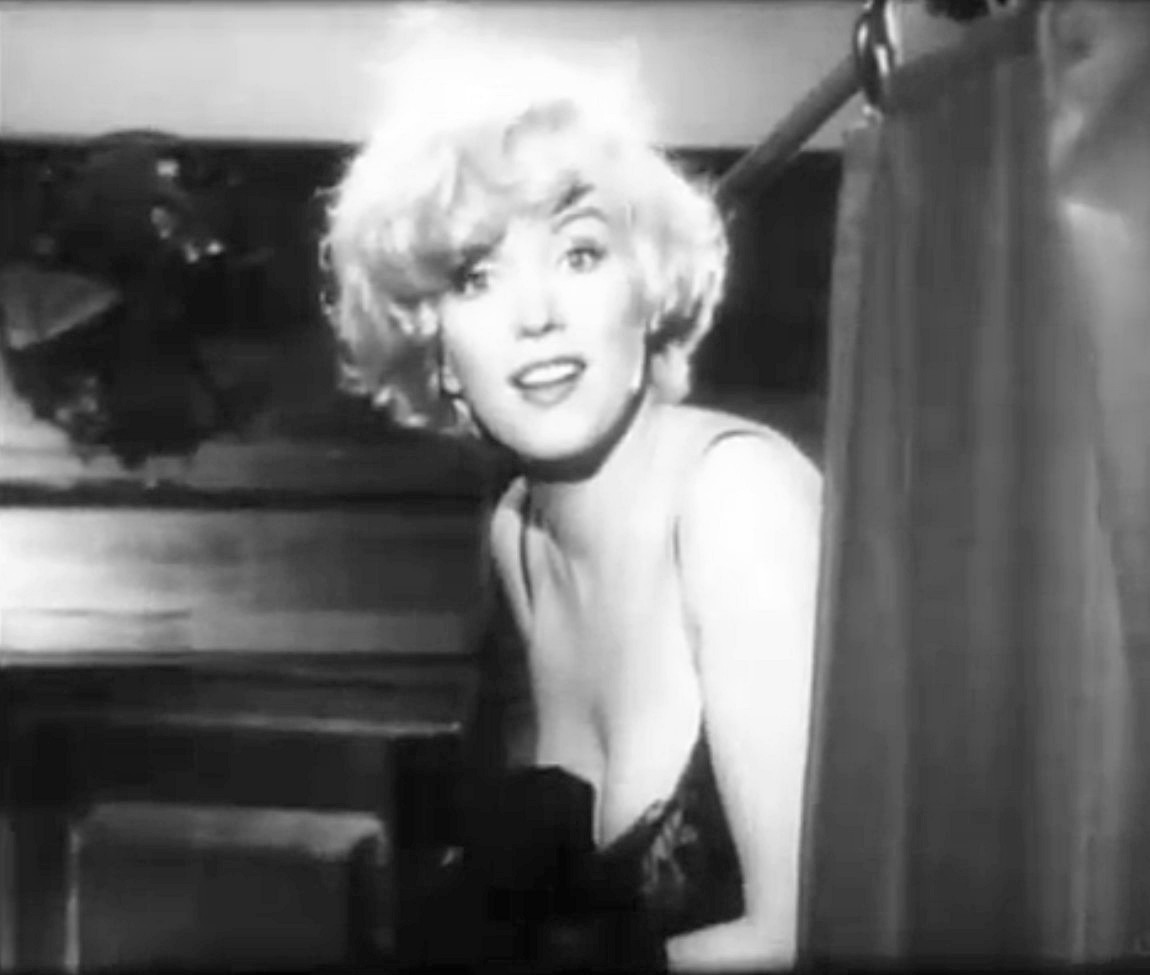
Marilyn Monroe vai Sugar Kane trong Some Like It Hot

Bà bầu kiêm nhạc trưởng là một người khó tính, kỵ rượu và đàn ông. Mọi rắc rối bắt đầu khi Daphne lên cơn sốt giữa một rừng da thịt mượt mà, mơn trớn. Thấy bạn quá đà, Josephine phải hãm bạn lại và kết cục, "bộ ngực" của Daphne biến dạng. Họ đưa nhau vào buồng tắm thì gặp một cô nàng Sugar Kane (Marilyn Monroe) đang tu rượu ừng ực. Họ bắt chuyện, làm quen và câu chuyện trở nên thân mật. Josephine đem lòng yêu nàng Sugar xinh đẹp. Còn Daphne lọt vào mắt xanh của một lão trọc phú Osgood Fielding (Joe E. Brown) với chiếc du thuyền New Caledonia mới cáu. Vừa gặp nàng Daphne, lão đã bị tiếng sét ái tình đánh trúng và nhất quyết theo đuổi cô nàng để xin phép mẹ cưới về làm vợ. Josephine với sự trợ giúp của Daphne bằng việc giữ chân lão già trọc phú, đã hóa trang thành một gã công tử nhà giàu điển trai và trí thức đúng như mơ ước của Sugar. Anh ta tự xưng là Junior, con trưởng của chủ tập đoàn dầu lửa Shell lừng danh của nước Mỹ. Phong độ và hào hoa, chàng đưa nàng ra tham quan du thuyền sang trọng của lão Osgood.
Khi bọn mafia tới cùng một khách sạn để trao đổi một vụ làm ăn, Spats và đồng bọn phát hiện ra Joe và Jerry. Sau vài tình huống hài hước, Jerry, Joe, Sugar, và Osgood trốn thoát khỏi du thuyền. Sugar nói với Joe rằng cô yêu anh chứ không phải "Junior". Jerry, cố gắng giải thích với Osgood rằng anh không thể cưới lão, nhưng Osgood không tin và khăng khăng đi đến đám cưới, cuối cùng, Jerry vứt bộ tóc giả ra và hét lên: "Tôi là đàn ông!", khiến Osgood kết thúc bộ phim trong câu cuối cùng: "Tốt thôi, chẳng ai hoàn hảo cả."

## Vai diễn
- Marilyn Monroe - vai "Sugar" Kane Kowalczyk
- Tony Curtis - vai - Joe "Josephine" "Junior"
- Jack Lemmon - vai - Jerry "Daphne"
- George Raft - vai - "Spats" Colombo
- Pat O'Brien - vai thám tử Mulligan
- Joe E. Brown - vai Osgood Fielding III
- Nehemiah Persoff - vai "Bonaparte nhỏ"
- Joan Shawlee - vai Sweet Sue
- Billy Gray vai - Sig Poliakoff
- George E. Stone - vai "Toothpick" Charlie
- Dave Barry - vai Beinstock
- Mike Mazurki - vai tay sai của Spats
- Harry Wilson - vai tay sai của Spats
- Beverly Wills - vai Dolores
- Barbara Drew - vai Nellie
- Edward G. Robinson, Jr. - vai Johnny Paradise

## Các bản nhạc âm
- "I'm Through With Love", bởi Gus Kahn, Matty Malneck, Jay Livingston. Trình diễn: Marilyn Monroe.
- "I Wanna Be Loved By You", bởi Bert Kalmar, Herbert Stothart, Harry Ruby, hát: Monroe.
- "Some Like It Hot", bởi Matty Malneck và I.A.L. Diamond. Trình diễn: Monroe
- "Runnin' Wild", bởi A.H. Gibbs, Joe Grey, Leo Wood. Hát: Monroe.
- "Down Among the Sheltering Palms", bởi Olmar-Brockman.
- "Sugar Blues", bởi Williams-Fletcher.
- "By the Beautiful Sea", bởi Harry Carroll, Harold Atteridge.
- "Sweet Georgia Brown", bởi Ben Bernie, Maceo Pinkard, Kenneth Casey.
- "La Cumparsita", sáng tác bởi Gerardo Matos Rodríguez.
- "Stairway to the Stars". Âm nhạc: Matt Malneck và Frank Signorelli.

## Giải thưởng
| Date of ceremony                    | Award                            | Category                                             | Recipients and nominees                                       | Result    |
| ----------------------------------- | -------------------------------- | ---------------------------------------------------- | ------------------------------------------------------------- | --------- |
| August 23 - ngày 6 tháng 9 năm 1959 | Venice Film Festival             | Golden Lion                                          | Some Like It Hot                                              | Đề cử     |
| December 1959                       | National Board of Review Awards  | Top Ten Films                                        | Some Like It Hot                                              | Đoạt giải |
| ngày 6 tháng 2 năm 1960             | Directors Guild of America Award | Outstanding Achievement in Feature Film              | Billy Wilder                                                  | Đoạt giải |
| 1960                                | British Academy Film Awards      | Best Film from any Source                            | Some Like It Hot                                              | Đề cử     |
| 1960                                | British Academy Film Awards      | Best Foreign Actor                                   | Jack Lemmon                                                   | Đoạt giải |
| ngày 10 tháng 3 năm 1960            | Golden Globe Awards              | Best Actor in a Motion Picture – Comedy or Musical   | Jack Lemmon                                                   | Đoạt giải |
| ngày 10 tháng 3 năm 1960            | Golden Globe Awards              | Best Actress in a Motion Picture – Comedy or Musical | Marilyn Monroe                                                | Đoạt giải |
| ngày 10 tháng 3 năm 1960            | Golden Globe Awards              | Best Motion Picture – Musical or Comedy              | Some Like It Hot                                              | Đoạt giải |
| ngày 4 tháng 4 năm 1960             | Academy Awards                   | Best Director                                        | Billy Wilder                                                  | Đề cử     |
| ngày 4 tháng 4 năm 1960             | Academy Awards                   | Best Actor                                           | Jack Lemmon                                                   | Đề cử     |
| ngày 4 tháng 4 năm 1960             | Academy Awards                   | Best Cinematography – Black-and-white                | Charles Lang, Jr.                                             | Đề cử     |
| ngày 4 tháng 4 năm 1960             | Academy Awards                   | Best Art Direction – Black-and-white                 | Ted Haworth (Art Direction), Edward G. Boyle (Set Decoration) | Đề cử     |
| ngày 4 tháng 4 năm 1960             | Academy Awards                   | Best Costume Design - Black and white                | Orry-Kelly                                                    | Đoạt giải |
| ngày 4 tháng 4 năm 1960             | Academy Awards                   | Best Adapted Screenplay                              | Billy Wilder, I. A. L. Diamond                                | Đề cử     |
| ngày 6 tháng 5 năm 1960             | Writers Guild of America Awards  | Best Written Comedy                                  | Billy Wilder, I.A.L. Diamond                                  | Đoạt giải |
| ngày 28 tháng 9 năm 1960            | Laurel Awards                    | Top Female Comedy Performance                        | Marilyn Monroe (2nd place)                                    | Đoạt giải |
| ngày 28 tháng 9 năm 1960            | Laurel Awards                    | Top Male Comedy Performance                          | Jack Lemmon (2nd place)                                       | Đoạt giải |
| ngày 28 tháng 9 năm 1960            | Laurel Awards                    | Top Comedy                                           | Some Like It Hot (3rd place)                                  | Đoạt giải |
| 1960                                | Bambi Awards                     | Best Actor - International                           | Tony Curtis (2nd place)                                       | Đề cử     |

### Giải Oscar
- Thiết kế trang phục xuất sắc - Orry-Kelly

Đề cử
- Nam chính xuất sắc nhất - Jack Lemmon
- Chỉ đạo nghệ thuật xuất sắc, đen trắng - Ted Haworth & Edward G. Boyle
- Quay phim xuất sắc nhất, đen trắng - Charles Lang
- Đạo diễn xuất sắc nhất - Billy Wilder
- Kịch bản chuyển thể hay nhất - Billy Wilder & I. A. L. Diamond [14]

### Giải Quả cầu vàng
- Phim ca nhạc hoặc phim hài hay nhất
- Nữ xuất sắc nhất trong phim ca nhạc hoặc phim hài - Marilyn Monroe
- Nam xuất sắc nhất trong phim ca nhạc hoặc phim hài - Jack Lemmon

### Vinh dự
Bộ phim được coi như một trong những phim hài kinh điển trong lịch sử điện ảnh. Năm 1989, Some like it hot được Thư viện quốc hội Mỹ chọn bảo tồn trong Viện lưu trữ phim quốc gia Mỹ vì "tính lịch sử, văn hoá, và dấu hiệu thẩm mĩ", ngay năm đầu tiên tổ chức này bình chọn.
Danh sách của AFI
- 1998 - 100 phim - #14
- 2000 - 100 phim hài - #1
- 2005 - 100 câu thoại đáng nhớ:
  - "Well, nobody's perfect." - #48
- 2007 - 100 phim (đính chính) - #22